# Asemospiza
Asemospiza is een geslacht van zangvogels uit de familie Thraupidae (tangaren).

## Soorten
- Asemospiza fuliginosa  – Zwartborstgrondvink
- Asemospiza obscura  – Bruine grondvink